# Pierre du Buat
Pierre Louis Georges du Buat, född den 23 april 1734 i Tortisambert, död den 17 oktober 1809 i Vieux-Condé, var en fransk greve, ingenjör och fysiker. 
Buat betraktas som en av grundarna till strömningsmekanik. Han byggde befästningar. Han var militär från 1761 till 1791.